# Hypokinesie
Hypokinesie (Oudgrieks: ὑπο, "weinig" + κίνησις, "beweging"), ook wel bewegingsarmoede, is een verzamelterm voor verminderde lichaamsbeweging. Bij hypokinesie is er sprake van een gedeeltelijk of volledig verlies van spierbewegingen, dat wordt veroorzaakt doordat de basale kernen in de hersenen verstoord zijn. Patiënten die lijden aan hypokinetische stoornissen, zoals de ziekte van Parkinson, krijgen te maken met spierrigiditeit en zijn vaak niet in staat bewegingen in gang te zetten.
Het tegengestelde van hypokinesie is hyperkinesie, waarbij juist te veel, vaak onvrijwillige, bewegingen worden geproduceerd. Dit komt onder andere voor bij de ziekte van Huntington en het syndroom van Gilles de la Tourette.

## Soorten
| Term                                                   | Omschrijving |
| ------------------------------------------------------ | --- |
| Akinesie (α-, "zonder", κίνησις, "beweging")           | Onvermogen om willekeurige bewegingen op gang te brengen. |
| Bradykinesie (βραδύς, "langzaam", κίνησις, "beweging") | Traagheid bij het starten van willekeurige bewegingen die toeneemt naarmate de ziekte vordert. Een progressieve snelheidsreductie bij repetitieve handelingen, zoals willekeurig tikken met de vinger, is ook te zien. Dit komt veel voor bij de ziekte van Parkinson en andere stoornissen van de basale kernen. Het is een van de vier kernsymptomen van parkinsonisme, samen met tremor, rigiditeit en instabiele lichaamshouding. |
| Dysartrie                                              | Een aandoening die de spieren treft die nodig zijn om te spreken, waardoor het spreken wordt bemoeilijkt. Er is geen sprake van een taalgebrek. Ook deze aandoening komt vaak voor bij de ziekte van Parkinson. Patiënten hebben moeite met de toon, snelheid van communicatie, ademhaling tijdens het spreken. Logopedisten kunnen patiënten helpen om de problemen enigszins in de hand te houden. |
| Dyskinesie                                             | Wordt gekenmerkt door een verminderd vermogen om willekeurige bewegingen uit te voeren en een toename in onvrijwillige bewegingen. De handen en de bovenste lichaamshelft zijn het vaakst aangedaan en laten vaak tremors of tics zien. Dyskinesie kan ook optreden als bijwerking van de dopaminerge medicatie die wordt gebruikt bij de ziekte van Parkinson. |
| Dystonie                                               | Gaat gepaard met langdurige spiersamentrekkingen, waardoor vervormde en repetitieve bewegingen en abnormale lichaamshoudingen ontstaan. |
| Bevriezen                                              | Wordt gekenmerkt door het onvermogen om de spieren in de gewenste richting te bewegen. |
| Maligne neuroleptica-syndroom                          | Wordt veroorzaakt door gebruik van hoge doses medicatie of drugs die dopaminereceptors blokkeren. De symptomen bestaan uit koorts, rigiditeit, veranderde staat van bewustzijn, uitval van het autonome zenuwstelsel, tremors, dystonie en myoclonus. Deze aandoening is zeldzaam, maar kan dodelijk zijn en dient daarom snel behandeld te worden. |
| Rigiditeit                                             | Weerstand tegen beweging van de gewrichten van buitenaf ("passieve beweging"), zoals wanneer een dokter de arm van een patiënt probeert te buigen. Bij de ziekte van Parkinson wordt onderscheid gemaakt tussen twee soorten rigiditeit: - Lodenpijprigiditeit is volledige weerstand van de spieren tegen bewegingen. - Tandradrigiditeit is schokkende weerstand tegen bewegingen. Het lukt dus wel om de spieren te bewegen, maar er vindt geen geleidelijke beweging plaats. Spasticiteit is een speciale vorm van rigiditeit die alleen aanwezig is bij het begin van een passieve beweging. Spasticiteit is, in tegenstelling tot rigiditeit, afhankelijk van de snelheid waarmee de beweging wordt uitgevoerd en treedt alleen op bij hogere snelheden. |
| Houdings-instabiliteit                                 | Een verstoord evenwicht zorgt ervoor dat iemand niet langer rechtop kan staan en lopen. Bij de ziekte van Parkinson is houdingsinstabiliteit gerelateerd aan depressie en toegenomen (angst om te) vallen. Dit ervaren patiënten als zeer beperkend. |